# Kim Jung-mi (cầu thủ bóng đá)
Kim Jung-mi (tiếng Hàn Quốc: 김정미; phát âm tiếng Hàn Quốc: [kim.dʑʌŋ.mi] hoặc [kim] [tɕʌŋ.mi]; sinh ngày 16 tháng 10 năm 1984) là một cầu thủ bóng đá người Hàn Quốc hiện đang chơi ở vị trí thủ môn cho đội tuyển bóng đá nữ quốc gia Hàn Quốc.

## Sự nghiệp
Kim tham gia với tư cách thủ môn tại Giải vô địch bóng đá nữ thế giới 2015 ở Canada.